# Liste der Monuments historiques in Ancenis-Saint-Géréon
Die Liste der Monuments historiques in Ancenis-Saint-Géréon führt die Monuments historiques in der französischen Gemeinde Ancenis-Saint-Géréon auf.

## Liste der Bauwerke
| Bezeichnung                     | Beschreibung                       | Standort | Kennzeichnung | Schutzstatus | Datum | Bild           |
| ------------------------------- | ---------------------------------- | -------- | ------------- | ------------ | ----- | -------------- |
| Schloss                         | Erbaut ab dem 12. Jahrhundert      | (Lage)   | PA00108562    | Classé       | 1977  | weitere Bilder |
| Ehemaliges Ursulinenkloster     | Erbaut im 17./18. Jahrhundert      | (Lage)   | PA00108563    | Classé       | 1990  | weitere Bilder |
| Kirche St-Pierre                | Erbaut im 13. Jahrhundert          | (Lage)   | PA00108565    | Inscrit      | 1926  | weitere Bilder |
| Dolmen de la Pierre Couvretière | Bronzezeit                         | (Lage)   | PA00108564    | Classé       | 1926  | weitere Bilder |
| Villa de la Douvelière          | Erbaut Anfang des 19. Jahrhunderts | (Lage)   | PA44000004    | Inscrit      | 1997  |                |

## Liste der Objekte
- Monuments historiques (Objekte) in Ancenis in der Base Palissy des französischen Kultusministeriums
- Monuments historiques (Objekte) in Saint-Géréon in der Base Palissy des französischen Kultusministeriums